# حسر (لودر)

تعديل مصدري - تعديل

حسر هي إحدى قرى عزلة زارة بمديرية لودر التابعة لمحافظة أبين، بلغ تعداد سكانها 384 نسمة حسب تعداد اليمن لعام 2004.